# Psephidonus plagiatus
Psephidonus plagiatus är en skalbaggsart som beskrevs av Fabricius 1898. Psephidonus plagiatus ingår i släktet Psephidonus och familjen kortvingar. Inga underarter finns listade i Catalogue of Life.